# San Vincenzo Valle Roveto
San Vincenzo Valle Roveto est une commune de la province de L'Aquila, dans la région Abruzzes, en Italie.

## Administration
| Période                                  | Période  | Identité    | Étiquette       | Qualité |
| ---------------------------------------- | -------- | ----------- | --------------- | ------- |
| 30 mai 2006                              | En cours | Carlo Rossi | Centro-Sinistra |         |
| Les données manquantes sont à compléter. |          |             |                 |         |

### Communes limitrophes
Balsorano, Civita d'Antino, Collelongo, Morino, Veroli (FR).